# يوهان لاسيمان
يوهان لاسيمان (بالفرنسية: Yohann Lasimant)‏ (4 سبتمبر 1989 ببيزنسون في فرنسا - ) هو لاعب كرة قدم فرنسي في مركز جناح ‏. شارك مع منتخب فرنسا تحت 19 سنة لكرة القدم ومنتخب فرنسا تحت 20 سنة لكرة القدم. أما مع النوادي، فقد لعب مع ستاد رين ونادي سيدان ونادي غرونوبل ونادي لوكوموتيف بلوفديف ونادي بيزنسون ‏ ونادي ليتون أورينت ونادي لاريسا وEgri FC ‏.

## روابط خارجية
- يوهان لاسيمان على موقع قاعدة بيانات كرة القدم.إي يو (الإنجليزية)
- يوهان لاسيمان على موقع Soccerway.com (الإنجليزية)